# Велюнское княжество
Велюнское княжество (пол. Księstwo wieluńskie) — удельное княжество на Велюнской земле в исторической области Великая Польша на границе с Силезией в 1370—1391 годах.

## История
В 1370 году новый польский король Людовик I Великий (1326—1382) в качестве благодарности за помощь в получении польской короны передал Велюнскую землю во владение силезскому князю Владиславу Опольчику. В состав княжества вошли Велюнская (Рудская) земля и район от Остшешува до Ольштына. В 1378 году территория княжества была увеличена за счет городов Боболице, Бжезница, Кшепице и Ольштын. Княжество делилось на болеславский, бжезницкий, кшепицский, ольштынский, остшешувский и велюнский округи, где проживали бургграфы и подсудки. Каждый из городов управлялся отдельным старостой.
Отделение Велюнской земли от польской короны вызвало недовольство польской шляхты, которая настаивала на возвращение этого региона в состав королевства как условие при избрании на королевский трон Ядвиги и Владислава II Ягелло. Постоянно ухудшающиеся отношения с королем Владиславом II Ягелло побудили Владислава Опольчика заключить союз с главным противником польского короля ― Тевтонским орденом. В ответ на это  в 1391 году польский король Владислав Ягелло предпринял военную экспедицию против Владислава Опольчика. Велюнь и почти все замки княжества были заняты и включены в состав Польши. В 1401 году Владислав Ягелло присоединил к королевским владениям западную часть бывшего Велюнского княжества с городами Остшешув и Болеславец.
С этого времени Велюнская земля делилась на велюньский и остшешувский повяты, которые входили в состав Серадзского воеводства.

## Владельцы Велюнской  (Рудской) земли
- 1234—1239: Мешко II Опольский (ок. 1220—1246), также князь Опольский и Рацибужский (1230—1246), князь Калишский (1234—1239), старший сын князя опольско-рацибужского Казимира I Опольского
- 1234—1249: Владислав Опольский (ок. 1225—1281/1282), также князь Калишский (1234—1244), Опольский и Рацибужский (1246—1280/1281), младший сын князя опольско-рацибужского Казимира I Опольского. До 1239 года правил вместе с братом Мешком
- 1249—1253: Пшемысл I (1220/1221 — 1257), князь Познанский (1241—1257), Калишский (1244—1247, 1250—1253) и Гнезненский (1241—1249, 1250—1253), старший сын Владислава Одонича, князя Калишского, Познанского и Гнезнеского
- 1253—1279: Болеслав Набожный (1224/1227 — 1279), князь Познанский (1241—1247), Калишский (1244—1249, 1253—1279), Гнезненский (1241—1247, 1249—1250, 1253—1279) и Иновроцлавский (1271—1273), второй сын Владислава Одонича, князя Калишского, Познанского и Гнезнеского
- 1279—1281: Пшемысл II (1257—1296), князь Познанский (1257—1279), Великопольский (1279—1296), Краковский (1290—1291) и Гданьский (1294—1296), король Польши (1295—1296), единственный сын Пшемысла I
- 1296—1299: Владислав I Локетек (1260/1261 — 1333), князь Бжесць-Куявский (1267—1300), Добжинский (1267—1288), Серадзский (1288—1300, 1306—1327), Сандомирский (1289—1292, 1305—1320), Краковский (1289, 1306—1320), Ленчицкий (1294—1300, 1306—1327), Великопольский (1296—1300, 1314—1320) и Гданьский (1296—1300), король Польши (1320—1333), третий сын князя Казимира Куявского
- 1299—1305: Вацлав II (1271—1305), король Чехии (1278—1305), князь Краковский (1290—1305), король Польши (1300—1305)
- 1306—1313: Болеслав I Опольский (1254/1258 — 1313), князь Бытомский (1281/1282 — 1284) и Опольский (1284—1313), третий сын князя опольского Владислава I Опольского
- 1313—1326: Болеслав Немодлинский (ок. 1293—1362/1365), князь Немодлинский (1313—1362/1365), старший сын князя Болеслава I Опольского
- 1326—1370 — Велюнская земля входила в состав Польского королевства
- 1370—1392: Владислав Опольчик (1326/1332 — 1401), князь Опольский (1356—1401), старший сын опольского князя Болеслава II
- с 1392 года — Велюнская земля окончательно стала частью Польского королевства.